# Akiba Tadahiro
Akiba Tadahiro (Csiba, 1975. október 13. –) japán válogatott labdarúgó, olimpikon.

## Nemzeti válogatott
A japán U23-as válogatott tagjaként részt vett az 1996. évi nyári olimpiai játékokon.